# División-B de Tuvalu
La División-B de Tuvalu es la segunda división en el sistema de liga tuvaluana. En la pirámide divisional de Tuvalu se encuentra por debajo de la División-A y por encima de la División-C, sin embargo, no posee ascensos y descensos.
Está integrada por escuadras alternativas de algunos de los clubes de la División-A que afrontan dos tiempos de 30 minutos cada uno en cada partido.

## Equipos temporada 2014
| Club             | Isla       |
| ---------------- | ---------- |
| Tofaga B         | Vaitupu    |
| Lakena United B  | Nanumea    |
| Ha'apai United B | Nanumanga  |
| Nauti B          | Funafuti   |
| Manu Laeva B     | Nukulaelae |
| Amatuku FC       | Funafuti   |

## Palmarés
| Año     | Campeón         | Isla       |
| ------- | --------------- | ---------- |
| 2005    | Niutao B        | Niutao     |
| 2006    | Tofaga B        | Vaitupu    |
| 2007    | Nauti B         | Funafuti   |
| 2008    | Lakena United B | Nanumea    |
| 2009    | Tofaga B        | Vaitupu    |
| 2010    | Nauti B         | Funafuti   |
| 2011    | Tofaga B        | Vaitupu    |
| 2012    | Nauti B         | Funafuti   |
| 2013    | Tofaga B        | Vaitupu    |
| 2014    | Lakena United B | Nanumea    |
| 2015-16 | Desconocido     |            |
| 2017    | Manu Laeva B    | Nukulaelae |
| 2018-19 | Desconocido     |            |
| 2020    | Tamanuku B      | Nukufetau  |
| 2021    | Tofaga B        | Vaitupu    |

## Títulos por equipo
| Club            | Títulos | Años campeón                 |
| --------------- | ------- | ---------------------------- |
| Tofaga B        | 5       | 2006, 2009, 2011, 2013, 2021 |
| Nauti B         | 3       | 2007, 2010, 2012             |
| Lakena United B | 2       | 2008, 2014                   |
| Niutao B        | 1       | 2015                         |
| Manu Laeva B    | 1       | 2017                         |
| Tamanuku B      | 1       | 2020                         |